# Margrete Auken
Margrete Auken (n. 6 ianuarie 1945, Aarhus, Danemarca) este un om politic danez, membru al Parlamentului European în perioada 2004-2009 din partea Danemarcei.
1. ↑  Deputații în Parlamentul European
2. ↑   http://www.europarl.europa.eu/meps/en/28161/MARGRETE_AUKEN_history.html Lipsește sau este vid: |title= (ajutor)
3. 1 2  pace.coe.int